# レオポルト・フィッツィンガー

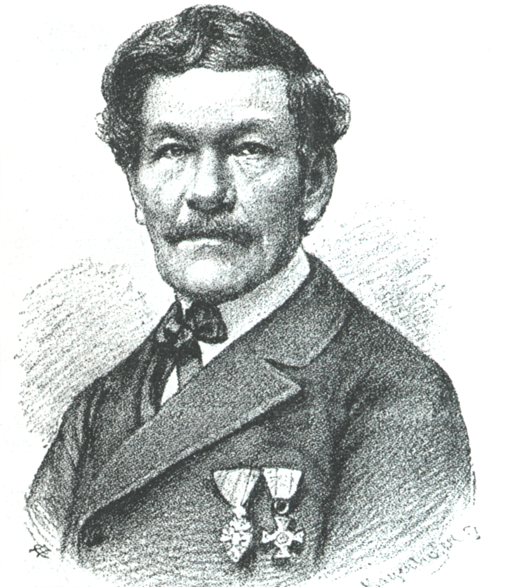
レオポルト・フィッツィンガー

レオポルト・フィッツィンガー（Leopold Joseph Franz Johann Fitzinger、1802年4月13日 - 1884年9月20日）はオーストリアの動物学者である。両生類、爬虫類の分類学に貢献した。

## 略歴
ウィーンで生まれた。少年時代から植物学などに興味があった。薬剤師の見習いとなった後、ウィーン大学で、ニコラウス・フォン・ジャカンのもとで植物学を学ぶが、1817年に、ジャカンの義理の弟、シュライバースが館長を務めるウィーン自然史博物館で無給研修生として、爬虫類や魚類の研究を始めた。1821年から別に仕事を持ちながら博物館で働き、1844年に博物館の動物部門の長になった。1861年に博物館の仕事を辞め、1863年にミュンヘンの公園、エングリッシャーガルテンに新設された動物園の園長になり、ブダペストの動物園の設立も行ったが、開園後に管理者を辞めた。1873年からヒーツィングに住み、そこで没した。
同時代の自然哲学者、ローレンツ・オーケン、スピックス、カウプらの影響を受け、フィッツィンガーの分類は、系統的な分類でなく、先決定的な（unveränderlichen Ordnung）思想によるものであった。主著の「自然の相互関係による爬虫類の新分類」("Neue Classification der Reptilien nach ihrer natürlichen Verwandtschaft")は1826年に発表された。これは友人のヘンプリッヒ(Friedrich Wilhelm Hemprich)やボイエ(Heinrich Boie)の研究に基づいている。その分類は現代の分類と思想が異なるが、フィッツィンガーの作った多くの属や、科は現在の分類学でも用いられている。
1856年にドイツの科学アカデミーレオポルディーナの会員に選ばれた。ケーニヒスベルク大学、ハレ大学から名誉博士号が贈られた。

## 著作
- 1826. Neue Classification der Reptilien, Heubner, Viena, 128 pp. (texto completo en formato PDF).
- 1835. Entwurf einer systematischen Anordnung der Schildkröten nach den Grundsätzen der natürlichen Methode.
- 1843. Systema Reptilium (texto completo en formato PDF).
- 1850. Über der Proteus anuinus der Autoren.
- 1864. Bilder-Atlas zur wissenschaftlich-populären Naturgeschichte der Vögel in ihren sämmtlichen Hauptformen. Viena, doi:10.5962/bhl.title.48612